# Saint-Jean-Rohrbach
Saint-Jean-Rohrbach – miejscowość i gmina we Francji, w regionie Grand Est, w departamencie Mozela.
Według danych na rok 1990 gminę zamieszkiwało 897 osób, a gęstość zaludnienia wynosiła 74 osób/km² (wśród 2335 gmin Lotaryngii Saint-Jean-Rohrbach plasuje się na 400. miejscu pod względem liczby ludności, natomiast pod względem powierzchni na miejscu 472.).